# Port lotniczy Baranowicze
Port lotniczy Baranowicze – port lotniczy położony w miejscowości Baranowicze w obwodzie brzeskim. Jest jednym z największych portów lotniczych na Białorusi. Od 2014 roku jest wykorzystywana jako baza lotnicza nr 61 wojsk Federacji Rosyjskiej. Stacjonują w niej rosyjskiej samoloty Su-27 i MiG-29.